# 马丁·巴伦

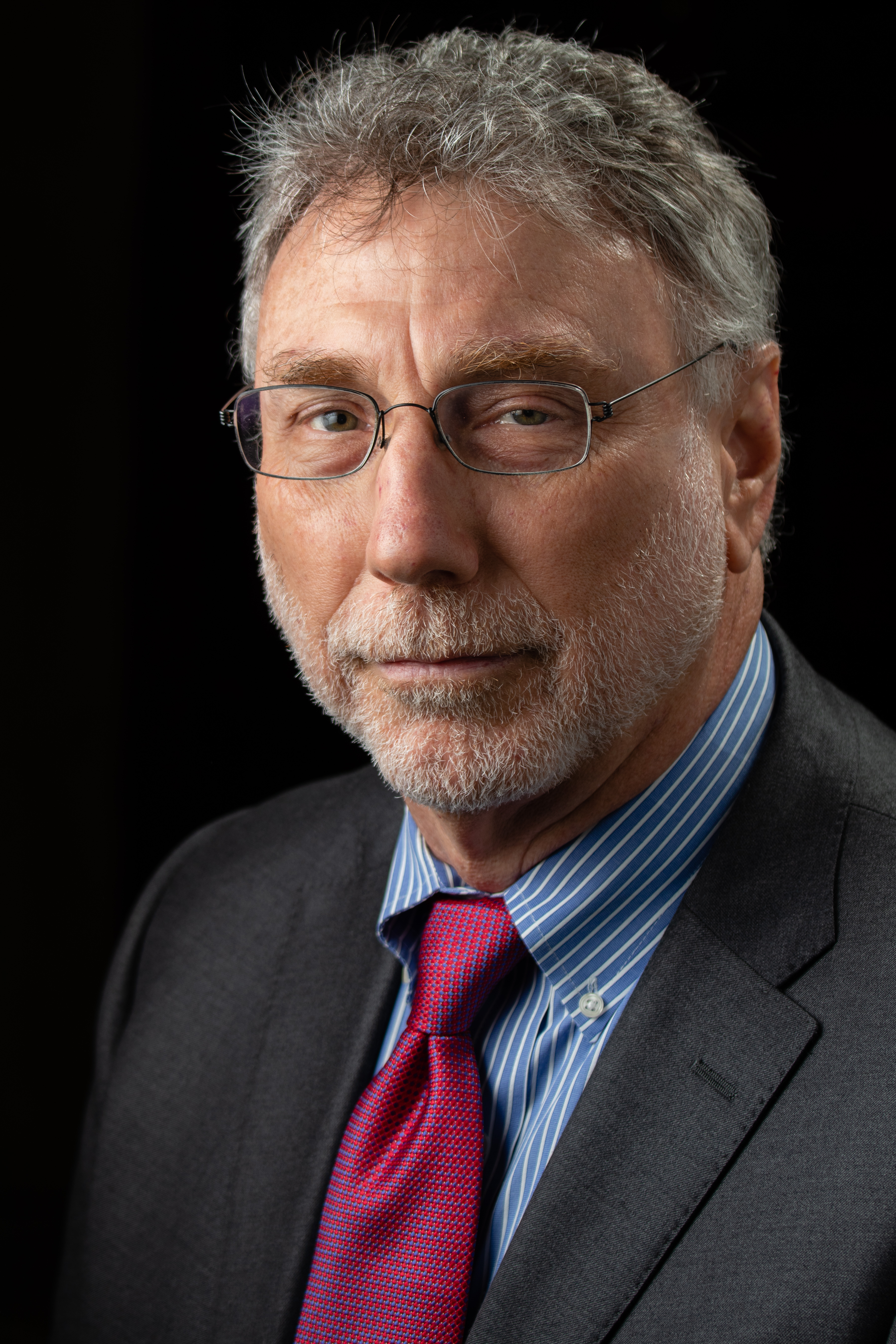
马丁·巴伦

马丁·巴伦（Martin Baron，1954年10月24日—）是一名美国记者，他曾于2001年至2012年担任波士頓環球報编辑，在此期间，波士頓環球報因报道天主教波士顿总教区性虐待丑闻而获得普利策奖。2012年，巴伦當選美国文理科学院院士。2015年上映的电影驚爆焦點的故事劇情講的就是波士頓環球報对天主教波士顿总教区性虐待丑闻的揭露，其中马丁·巴伦一角由李佛·薛伯饰演。 2012年12月31日至2021年2月28日期間他又是华盛顿邮报的編輯。 